# Герберт Мартін
Герберт Мартін (нім. Herbert Martin; 29 серпня 1925, Енсдорф — 29 вересня 2016, Енсдор) — німецький футболіст, що грав на позиції нападника. Рекордсмен збірної Саару за кількістю забитих голів.

## Спортивна кар'єра
У дорослому футболі дебютував 1949 року виступами за команду «Енсдорф», в якій провів два сезони.
1951 року перейшов до клубу «Саарбрюкен». 1952 року його «Саарбрюкен» дійшов до фіналу чемпіонату Німеччини, але у вирішальному матчі поступився «Штутгарту». Учасник першого розіграшу Кубка європейських чемпіонів, де в першому ж раунді «Саарбрюкену» жереб обрав грізного суперника — італійський «Мілан». У першому матчі, який проходив на Апеннінах, німці здобули перемогу (один з м'ячів на рахунку Мартіна), але вдома не змогли втримати перевагу. У всіх турнірах за «Саарбрюкен» провів 324 матчі, забив 254 голи.
Після Другої світової війни Саар перебував під французьким протекторатом. У 1950 році була створена футбольна збірна, яка до 1956 року провела 19 ігор. Брала участь у кваліфікації на чемпіонат світу у Швейцарії. Герберт Мартін був гравцем основного складу в Огюста Жордана і Гельмута Шена, пропустив лише два товариських матчі — проти других команд Франції і Португалії. Разом з Гербертом Бінкертом є найкращим бомбардиром в історії збірної Саару — по 6 забитих м'ячів.

## Досягнення
- Віце-чемпіон Німеччини (1): 1952

## Статистика
Огляд клубної кар'єри:
| Турнір                            | «Саарбрюкен» | «Саарбрюкен» |
| Турнір                            | І            | Г            |
| --------------------------------- | ------------ | ------------ |
| Кубок чемпіонів                   | 2            | 1            |
| Чемпіонат Німеччини               | 16           | 9            |
| Південно-західна оберліга         | 279          | 215          |
| Кубок Німеччини                   | 4            | 0            |
| Кубок Південно-західної Німеччини | 23           | 29           |
| Всього                            | 324          | 254          |

У збірній:
| 22 листопада 1950 | Швейцарія B  | 5:3 | Саарбрюкен | 14', 65'   | товариський матч |
| 27 травня 1951    | Австрія B    | 3:2 | Саарбрюкен |            | товариський матч |
| 15 вересня 1951   | Швейцарія B  | 5:2 | Берн       | 62', 85'   | товариський матч |
| 14 жовтня 1951    | Австрія B    | 1:4 | Відень     |            | товариський матч |
| 20 квітня 1952    | Франція B    | 0:1 | Саарбрюкен |            | товариський матч |
| 5 жовтня 1952     | Франція B    | 3:1 | Страсбург  | ?'         | товариський матч |
| 24 червня 1953    | Норвегія     | 3:2 | Осло       |            | кваліфікація ЧС  |
| 11 жовтня 1953    | ФРН          | 0:3 | Штутгарт   |            | кваліфікація ЧС  |
| 8 листопада 1953  | Норвегія     | 0:0 | Саарбрюкен |            | кваліфікація ЧС  |
| 28 березня 1954   | ФРН          | 1:3 | Саарбрюкен | 67' (пен.) | кваліфікація ЧС  |
| 5 червня 1954     | Уругвай      | 1:7 | Саарбрюкен |            | товариський матч |
| 26 вересня 1954   | Югославія    | 1:5 | Саарбрюкен |            | товариський матч |
| 17 жовтня 1954    | Франція B    | 1:4 | Саарбрюкен |            | товариський матч |
| 1 травня 1955     | Португалія B | 1:6 | Лісабон    |            | товариський матч |
| 16 листопада 1955 | Нідерланди   | 1:2 | Саарбрюкен |            | товариський матч |
| 1 травня 1956     | Швейцарія    | 1:1 | Саарбрюкен |            | товариський матч |
| 6 червня 1956     | Нідерланди   | 2:3 | Амстердам  |            | товариський матч |